# 꼭지벌집
꼭지벌집(mastoid cells, air cells of Lenoir, mastoid cells of Lenoir) 또는 유돌봉소(乳突蜂巢) 또는 유돌벌집은 관자뼈의 꼭지돌기 안에 존재하는 공기가 찬 공간이다. 꼭지벌집에 발생한 감염은 꼭지돌기염이라고 한다. 여기서 'cell'은 세포가 아닌, 폐쇄된 공간을 의미한다.

## 구조

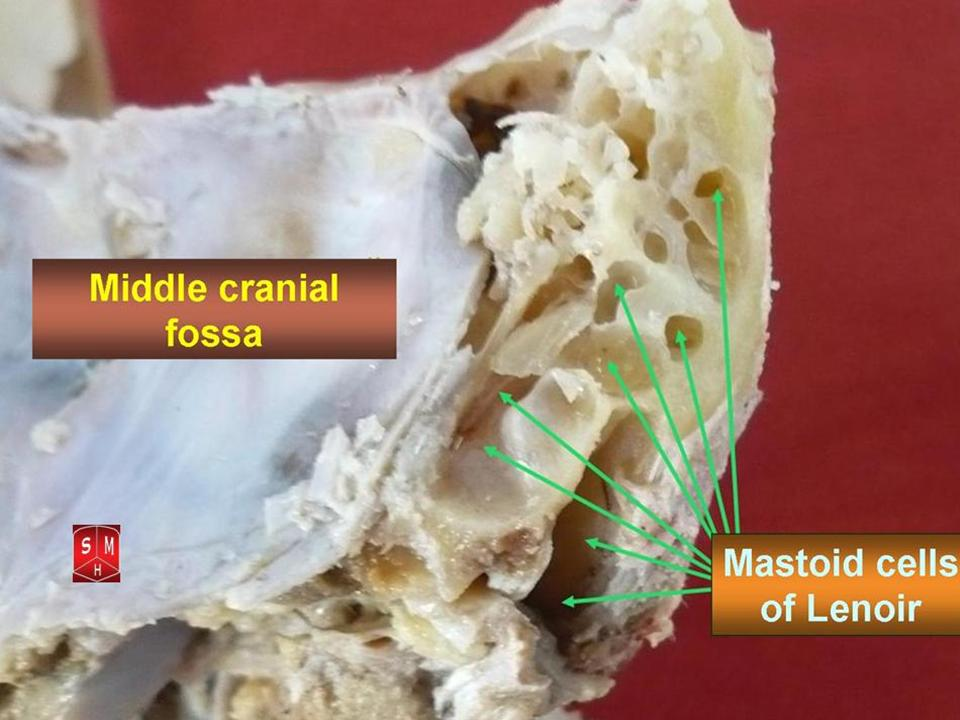
꼭지벌집

꼭지돌기의 단면을 관찰하면 그 크기와 수가 제각각인 여러 개의 속이 비어 있는 공간, 즉 꼭지벌집을 볼 수 있다. 꼭지돌기 위쪽과 앞쪽 부분의 빈 공간은 비교적 크기가 크면서 불규칙하며, 안에 공기를 포함하고 있다. 아래쪽으로 가면서 이 공간의 크기는 줄어들며, 꼭대기(apex)에 이르면 크기가 꽤 작아지고 안에는 골수가 들어 있다. 간혹 꼭지벌집이 아예 존재하지 않아 꼭지돌기 안이 꽉 차 있기도 하다.

## 발생
출생 직후에는 꼭지벌집에 공기가 차 있지 않으나 보통 6세 이전에 공기가 들어간다.

## 기능
꼭지벌집이 관자뼈, 내이, 중이를 외상으로부터 보호하며 기압을 조절한다는 가설이 있다.

## 임상적 중요성
중이염이 꼭지방과 유돌동구를 통해 전파되어 꼭지돌기염을 일으킬 수 있다.

## 같이 보기
- 고실 신경
- 관자뼈의 바위 부분

## 참고 문헌
이 문서는 현재 퍼블릭 도메인에 속하는 그레이 해부학 제20판(1918) page 142의 내용을 기초로 작성된 글이 포함되어 있습니다.
1. ↑  대한의협 의학용어 사전, 대한해부학회 의학용어 사전 https://www.kmle.co.kr/search.php?Search=mastoid+cell&EbookTerminology=YES&DictAll=YES&DictAbbreviationAll=YES&DictDefAll=YES&DictNownuri=YES&DictWordNet=YES
2. ↑  Raphael Schillinger (July 1939). “Pneumatization of the Mastoid: A Roentgen Study”. 《Radiology》 (Radiological Society of North America) 33 (1): 54–67. doi:10.1148/33.1.54. 2021년 1월 4일에 확인함.
3. ↑  “Ear Infections and Mastoiditis”.